# 曾日琇
曾日琇，江西南昌人，是一名清朝政治人物。
曾日琇曾于1776年接替苏凌阿任松江府知府一职，同年由张廷炳接任。